# Riserva naturale Golia Corvo
La riserva naturale Golia Corvo è un'area naturale protetta situata nella provincia di Cosenza ed è stata istituita nel 1977. La riserva occupa una superficie di 350 ettari all'interno del Parco nazionale della Sila.